# 천안우편집중국

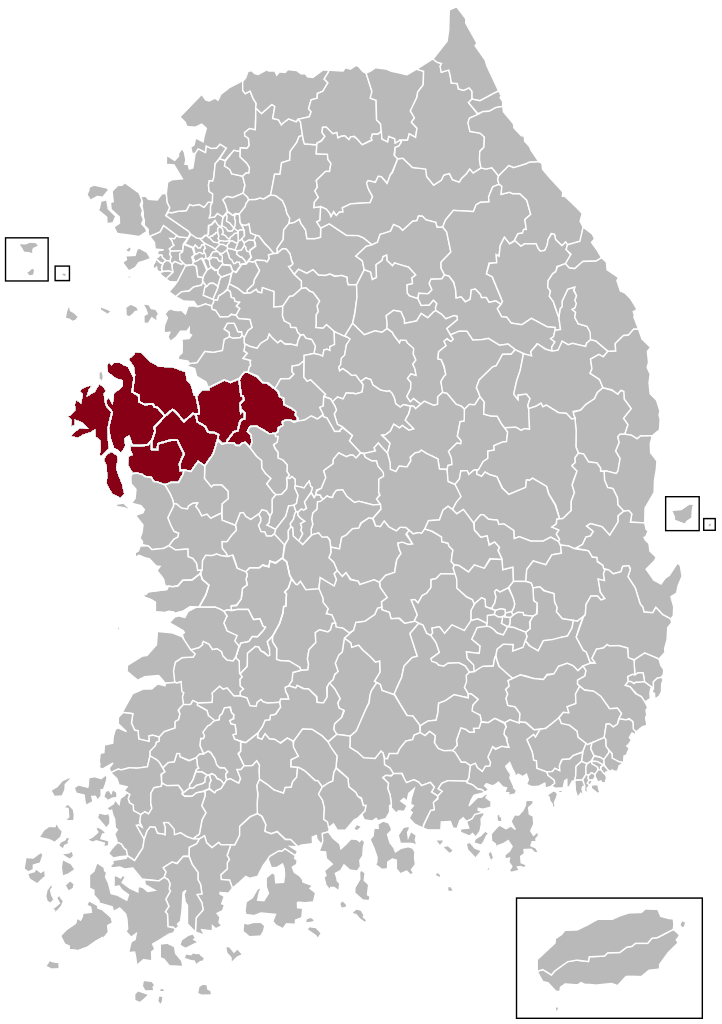
천안우편집중국의 관할 구역

천안우편집중국(天安郵便集中局)은 대한민국 과학기술정보통신부 우정사업본부 충청지방우정청 소속의 우편물을 분류·연결하는 업무를 담당하는 기관이다. 집중국장은 5급공무원 사무관에 보한다. 충청남도 천안시 서북구 백석3로 105 (백석동)에 있다.

## 관할구역
- 천안시, 아산시, 예산군, 당진시, 홍성군, 서산시, 태안군

## 조직
- 물류총괄과
  - 물류총괄팀
  - 우편소통A팀
  - 우편소통B팀
  - 접수팀
- 지원기술과
  - 지원팀
  - 기술팀
- 노무지원실
- 우정노조지부
- 공무원노조지부